# Перемишльщина

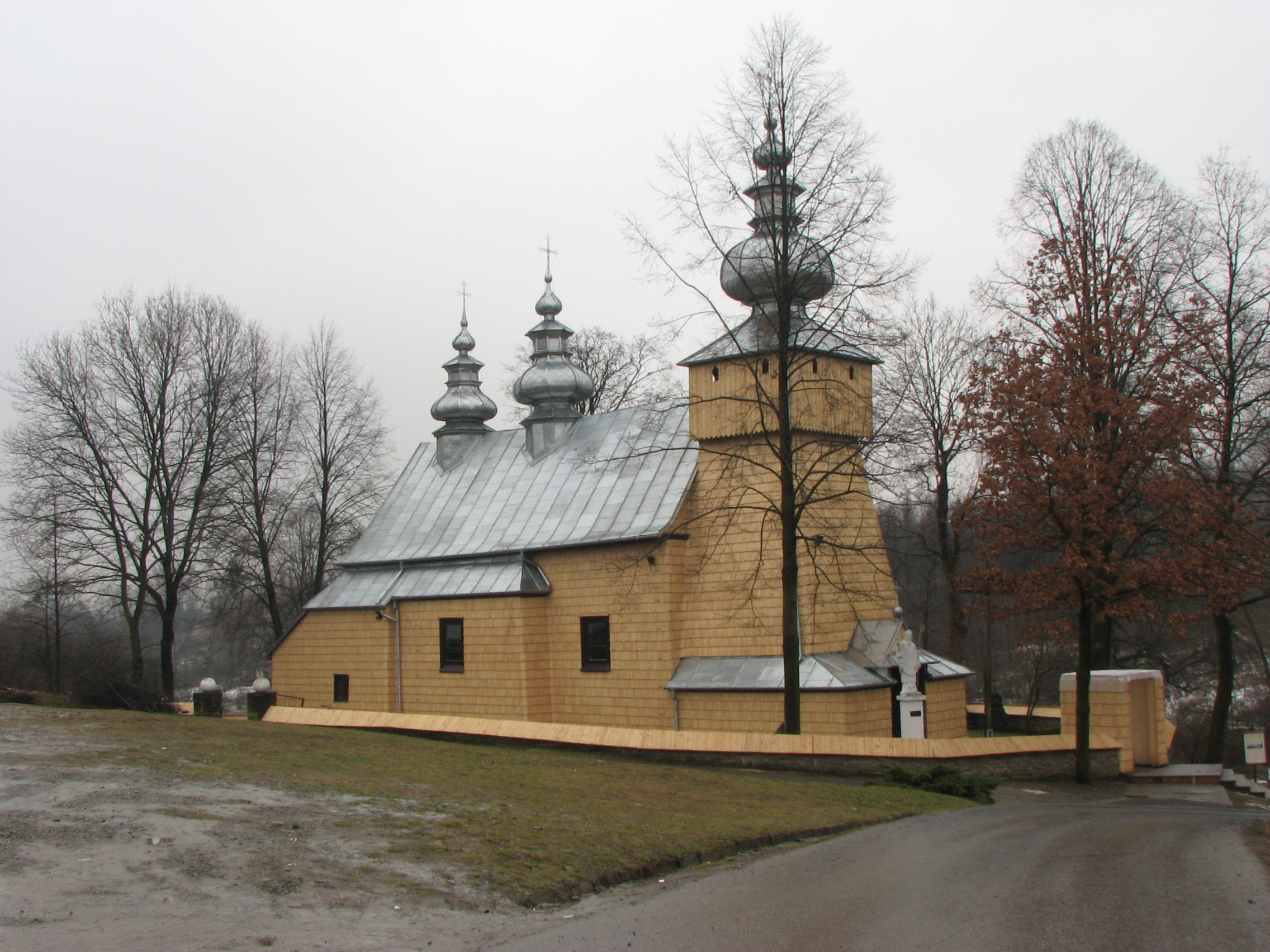
Греко-католицька церква у селі Більцарева, де народився Ярослав Качмарчик.

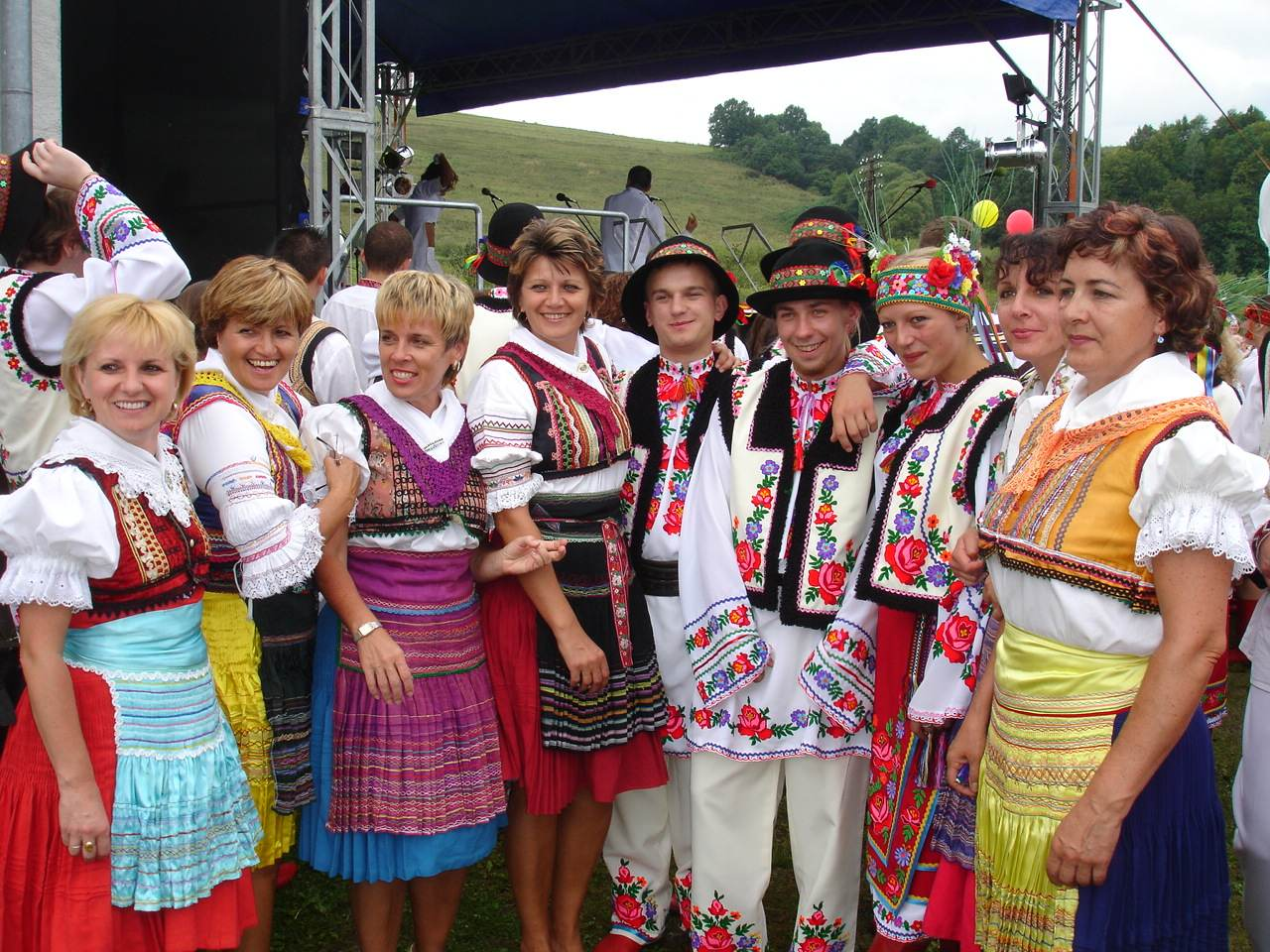
Українці Пряшівщини (ліворуч) і Перемишльщини (праворуч) в традиційних народних костюмах. Фестиваль у селі Мокре.

Перемишльщина — історична українська етнічна територія на теренах сучасної Польщі. Історичний центр — місто Перемишль. В етнографічному та адміністративному плані була частиною Галичини.
Складовими частинами Перемишльщини можна вважати доволі відмінні Надсяння та Лемківщину, яких об'єднувала належність до Перемишльської єпархії. Разом з Холмщиною та Підляшшям Перемишльщина складає так зване Закерзоння — загальний масив українських земель у складі сучасної Польщі. Головна історична відмінність Перемишльщини від Холмщини полягає в тому, що з розпадом Речі Посполитої наприкінці XVIII ст. Перемишльщина стала частиною Габсбурзької монархії, а Холмщина відійшла до складу Російської імперії, і на Перемишльщині збереглася греко-католицька церква, а Холмська єпархія була анексована Російською православною церквою.
У 1945—1946 рр. та під час проведення Операції «Вісла», українське населення Перемишльщини було виселено в УРСР та західну Польщу.

## Адміністративно-державні утворення на теренах Перемишльщини

### В добуКиївської Русі
- Перемишльське князівство
- Галицьке князівство
- Галицько-Волинська держава

### У складіРечі Посполитої
- Руське воєводство (Перемишльська земля, Сяноцька земля)

### У складіГабсбурзької монархії
- Королівство Галичини та Володимирії
- Східна Галичина
- Перемишльська руська рада (1848 рік)

### У складіРосійської імперії
- Під час окупації російськими військами в роки Першої світової війни Перемишльська губернія Галицько-Буковинського генерал-губернаторства (квітень-травень 1915 р.)

### В епохуВизвольних Змагань
- Західноукраїнська Народна Республіка.
- Команчанська Республіка. Центр республіки — село Команча.
- Лемко-Русинська Республіка. Центр республіки — село Флоринка.

### У складіПольської Республіки (1918—1939)
- Львівське воєводство (повіти Березівський, Добромильський, Кросненський, Ліський, Любачівський, Перемишльський, Сяніцький, Ярославський).
- Краківське воєводство (повіти Горлицький, Грибівський, Новосончівський, Ясельський і Новоторзький).
- Люблінське воєводство (Томашівський повіт).

### У складіУкраїнської РСР
- Львівська область (райони Горинецький, Любачівський, Ляшківський, Сенявський).
- Дрогобицька область (райони Бірчанський, Ліськівський, Медиківський, Нижньо-Устрицький, Перемишльський).

### У рокиДругої світової війни
- У складі УПА: у 1942—1943 рр. округи Перемишль, Сянік області Перемишль Західних українських земель (ЗУЗ); у 1945—1947 рр. надрайони Перемишль, Сянік, Коросно Перемишльської округи та надрайон Любачів Любачівської округи Закерзонського краю Західних українських земель (ЗУЗ)[1]

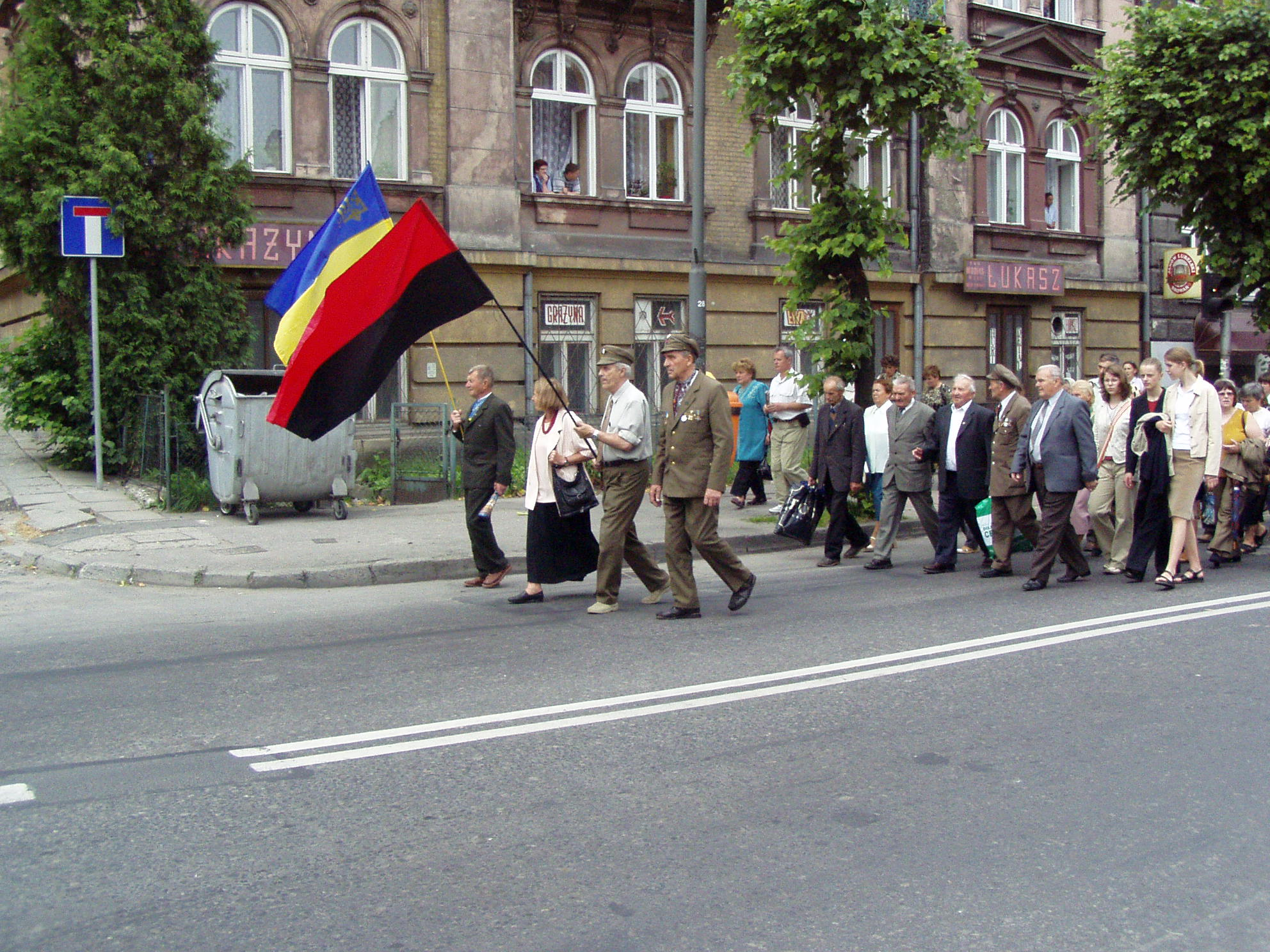
Марш ветеранів УПА у Перемишлі.
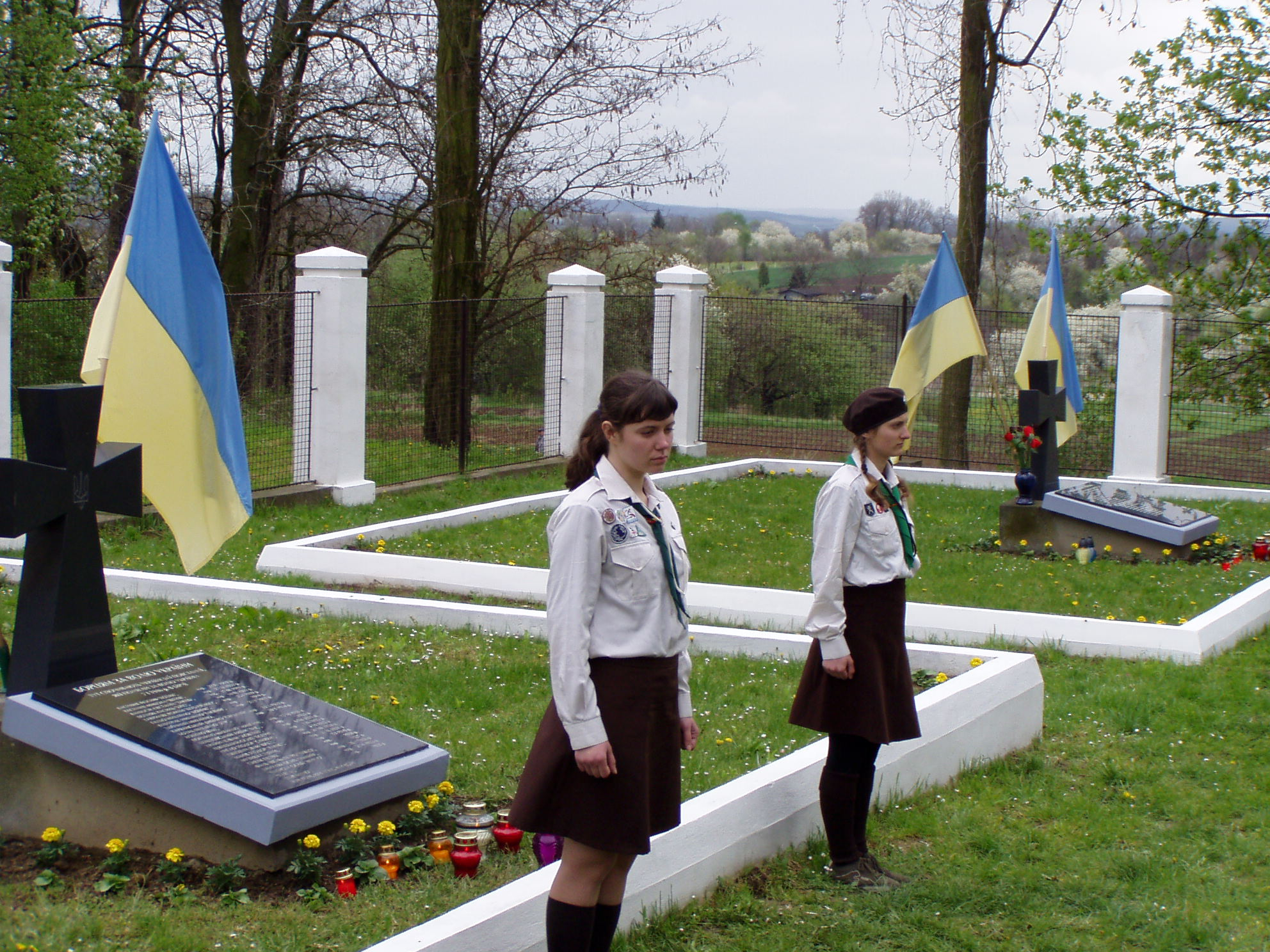
Почесна варта українських пластунів перед могилами повстанців УПА в селі Пикуличі.

### У сучаснійПольщі
- Підкарпатське воєводство

## Відомі українці, пов'язані з Перемишльщиною

### Народилися на Перемишльщині
- Володимирко Володарович (1104, Перемишль, Перемишльське князівство — 1153) — князь перемишльський у 1128—1146 рр. Переніс столицю князівства до Галича, і став першим князем єдиного Галицького князівства.

- Григорій Сяноцький (1406, Сянік, Сяноцька земля, Королівство Польське — 1477) — українсько-польський церковний і політичний діяч, гуманіст, латинський архієпископ Львівський. Засновник першого гуманістичного гуртка на українських землях та в тогочасній Польщі.

- Русин Павло (бл. 1470, Коросно, Сяноцька земля, Руське воєводство, Королівство Польське — 1517, Сянік, Руське воєводство, Королівство Польське) — український, польський поет і мислитель доби Відродження, автор книги поезій «Пісні Павла Русина з Кросна», писав латинською мовою. Літературознавці вважають його першим гуманістичним поетом України, а також одним з основоположників гуманістичної поезії в Польському королівстві, зокрема краківської школи[2].

- Станіслав Оріховський (1513, Оріхівці, Перемишльська земля, Руське воєводство, Королівство Польське — 1566, Журавиця, Перемишльська земля, Руське воєводство, Королівство Польське) — український і польський релігійний діяч та мислитель доби Відродження, письменник, оратор, філософ, історик, полеміст, гуманіст.

- Копистенський Захарія (друга половина XVI ст., Перемишль, Руське воєводство, Королівство Польське — 1627) — український письменник, культурний і церковний діяч, архімандрит Києво-Печерського монастиря, мав походження роду з села Кописно.

- Лозинський Йосип Іванович (1807, Гурко, Перемишльський округ, Королівство Галичини та Володимирії, Австрійська імперія — 1889) — український етнограф, мовознавець, публіцист, діяч українського національного відродження, автор так званого абецадла — варіанту латинської абетки для запису української мови. Першу працю абецадлом — збірку пісень та весільних обрядів «Руське весілля» видав у Перемишлі. У 1848 році заступник голови Перемишльської руської ради.

- Вербицький Михайло Михайлович (1815, Явірник-Руський, Сяноцький округ, Королівство Галичини та Володимирії, Австрійська імперія — 1870, Млини, Яворівський повіт, Королівство Галичини та Володимирії, Австро-Угорська імперія) — український композитор, хоровий диригент, громадський діяч, автор музики державного гімну України «Ще не вмерла Україна».

- Вахнянин Анатоль Климович (1841, Сенява, Перемишльський округ, Королівство Галичини та Володимирії, Австрійська імперія — 1908) — український громадсько-політичний діяч, композитор, педагог і журналіст. Один з перших провідників ідеї української ідентичності на Галичині. Навчався і викладав українську мову в гімназії Перемишля.

- Йосафат (Коциловський) (1876, Пакошівка, Сяноцький повіт, Королівство Галичини та Володимирії, Австро-Угорська імперія — 1947) — священик, український громадсько-політичний діяч, останній єпископ Перемишльський перед знищенням комуністичною владою Польщі Української греко-католицької церкви (1917—1947). Загинув у київській в'язниці НКВС. Беатифікований Папою Іваном Павлом ІІ 2001 року.

- Рудницький Степан Львович (1877, Перемишль, Королівство Галичини та Володимирії, Австро-Угорська імперія — 1937) — український географ і картограф, академік ВУАН. Основопорядник української політичної та військової географії.

- Крушельницький Антін Владиславович (1878, Ланьцут, Королівство Галичини та Володимирії, Австро-Угорська імперія — 1937) — український письменник, літературний критик і літературознавець, педагог, міністр освіти УНР (1919 р.). Дружина А. Крушельницького — Марія Крушельницька (Слобода) (1876—1935), українська акторка, письменниця, громадська діячка, уродженка села Ульгівка Рава-Руського повіту Королівства Галичини та Володимирії, Австро-Угорської імперії.

- Людкевич Станіслав Пилипович (1879, Ярослав, Королівство Галичини та Володимирії, Австро-Угорська імперія — 1979) — український композитор, музикознавець, фольклорист, педагог, голова музикологічної комісії Наукового товариства імені Шевченка.

- Качмарчик Ярослав Теофілович (1885, Більцарева, Грибівський повіт, Королівство Галичини та Володимирії, Австро-Угорська імперія — 1944) — політичний і громадський діяч, Президент Центральної Національної Ради Лемко-Русинської Республіки у 1918—1921 рр.

- Никифор Дровняк (1895, Криниця, Новосончівський повіт, Королівство Галичини та Володимирії, Австро-Угорська імперія — 1968, Фолюш, Ряшівське воєводство, Польська Народна Республіка) — український художник-примітивіст, що розгорнув перед глядачами сотні картин, які розповідають про життя українських лемків та їхньої батьківщини — Лемківщини.

- Кубійович Володимир Михайлович (1900, Новий Сонч, Королівство Галичини та Володимирії, Австро-Угорська імперія — 1985) — український історик, географ, енциклопедист, видавець, громадсько-політичний діяч, організатор видання та головний редактор Енциклопедії українознавства та фундаментальної праці «Ґеоґрафія українських і сумежних земель». Займався вивченням українських етнічних земель у складі Польщі, Чехословаччини та Румунії. Автор праці «Лемківщина, Посяння, Холмщина і Підляшшя. Географічний нарис».

- Богдан-Ігор Антонич (1909, Новиця, Горлицький повіт, Королівство Галичини та Володимирії, Австро-Угорська імперія — 1937) — український поет, прозаїк, перекладач, літературознавець, один з найвідоміших творів зі спадщини — колядка «Народився Бог на санях» присвячена лемківському містечку Дукля.

- Стахів Євген Павлович (1918, Перемишль, Королівство Галичини та Володимирії, Австро-Угорська імперія — 2014) — діяч українського підпілля на Донбасі, в Маріуполі й у місті Луганську в роки Другої Світової війни. За твердженнями самого Стахіва, він був прототипом Євгена Стаховича, головного негативного персонажу роману Олександра Фадєєва «Молода гвардія».

- Адам (Дубець) (1926, Флоринка, Грибівський повіт, Краківське воєводство, Польська Республіка) — український церковний діяч, від 1983 р. єпископ, а з 1996 р. архієпископ Перемишльський і Новосончівський Польської православної церкви. Став першим православним єпископом Перемишльським з 1692 року, коли єпархія прийняла Берестейську унію.

### Пов'язані з Перемишльщиною життям та працею
- Володар Ростиславич (? — 1124, Перемишль, Перемишльське князівство) — князь перемишльський у 1092—1124 рр. Заклав підвалини майбутньої величі Галицького князівства. Його онуком був Ярослав Осмомисл.

- Данило Галицький (1201—1264) — руський князь з династії Романовичів, правитель Галицько-Волинського князівства, король Русі. 17 серпня 1245 р. в битві під Ярославом розбив війська польських і угорських загарбників.

- Митуса (XIII ст.) — славетний співець з Перемишля, який згадується в Галицько-Волинському літопису, та якому присвятили свої поезії Микола Костомаров (балада «Співець Митуса») і Іван Франко (поема «Бунт Митуси»).

- Бортнянський Дмитро Степанович (1751—1825) — український композитор, співак і диригент, що в своїй творчості використовував інтонації української народної пісенності. Батько композитора, Стефан Шкурат, емігрував на Гетьманщину з лемківського села Бортне, від якого і узяв своє нове прізвище.

- Григорій (Яхимович) (1792—1863) — єпископ Української Греко-Католицької Церкви; з 1860 року Митрополит Галицький та Архієпископ Львівський — предстоятель Української Греко-Католицької Церкви. У 1849—1860 рр. єпископ Перемишльський. У 1848 р. очільник Головної Руської Ради. Добивався запровадження викладання української мови у школах Галичини, вимагав від духовенства вживання української мови під час проповідей.

- Костянтин (Чехович) (1847—1915, Перемишль, Галицько-Буковинське генерал-губернаторство, Російська імперія) — український церковний і громадський діяч, Єпископ Перемишльський, Самбірський і Сяніцький УГКЦ у 1897—1915 рр. Підтримував український рух на Галичині, сприяв створенню «Української Щадниці», Українського Банку «Віра» і «Міщанської Каси». Під час окупації російськими військами Перемишля в роки Першої світової війни зазнав переслідувань, що привели до смерті.

- Уляна Кравченко (1860—1947, Перемишль, Ряшівське воєводство, Польська Республіка) — українська письменниця, активістка українського жіночого руху, в своїх поезіях закликала до об'єднання усіх частин української землі в єдиній Українські державі. З 1920 р. жила і працювала у Перемишлі.

- Семенюк Осип (1883—1937) — український громадський та військовий діяч, співавтор першого військового підручника українською мовою (1914), командант сотні Українських січових стрільців. У вересні 1914 р. сотня Семенюка, першою із січових стрільців, прийняла бойове «хрещення» у війні проти російських військ, захищаючи переправу через Сян в районі села Сянки.

- Євшан Микола (1889—1919) — український літературний критик, літературознавець і перекладач. Під час Першої світової війни добровільно зголосився до австрійського війська. 30 жовтня 1918 р. став на чолі зукраїнізованого 9-го полку, та оголосив про перехід Перемишля до складу Західноукраїнської Народної Республіки.

- Ірина Вільде (1907—1982) — українська письменниця, перше оповідання «Марічка» було надруковане в тижневику «Український голос» у Перемишлі в 1926 році.

- Іван (Мартиняк) (1939) — перший очільник Української греко-католицької церкви у Польщі після повалення комуністичного режиму. Єпископ Перемишльський у 1991—1996 рр. Митрополит Перемишльсько-Варшавський з 1996 року.

## Історичні події
- Битва над Вягром (1099 рік)
- Битва під Ярославом (1245 рік)
- Битва за Перемишль (1918 рік)
- Трагедія села Павлокоми (1945 рік)
- Різня в Горайці (1945 рік)
- Різня в Бахові (1945 рік)
- Різня в Березці (1945 рік)
- Різня в Сівчині (1945 рік)
- Бої в Бірчі та околицях (1945 рік)
- Радянсько-польський обмін ділянками територій (1951 рік)

## Перемишльщина і сучасна Україна
- Суспільно-культурне товариство «Надсяння»
- Моє рідне Надсяння. Пісня у виконанні гурту «Світозари».